# Bill Pullman
Bill Pullman   (Hornell, 17 de desembre de 1953) és un actor de cinema i televisió estatunidenc. És conegut per les seves intervencions en pel·lícules com La boja història de les galàxies (1987), Mentre dormies (1995), Casper (1995), Independence Day (1996) o Lost Highway (1997) i sèries com The Sinner (2017).

## Biografia
Fill d'un doctor i d'una infermera, és el primer dels set fills que van tenir els seus pares. Va ampliar els seus estudis en la Universitat de Massachusetts. La seva carrera va començar en el teatre, després de treballar per a diverses companyies, com per exemple la companyia Folger Theater Groupe en Los Angeles Theater Center. Abans de dedicar-se completament a la interpretació va aconseguir un màster de Belles arts per la Universitat de Massachusetts, i va exercir com a professor de cinema, direcció i història del teatre en la Universitat Estatal de Montana durant tres anys. Es va casar amb la ballarina Tamara Hurtwitz en 1987, tenint tres fills anomenats Maisa, Jack i Louis.

## Carrera
Després de nombrosos treballs en sèries de televisió, telefilms i pel·lícules sense gran repercussió crítica o comercial, Bill Pullman va començar a obtenir papers destacats en cintes com Sleepless in Seattle (1993), protagonitzada per Meg Ryan i Tom Hanks, Sommersby (1993) amb Richard Gere i Jodie Foster, Malice (1993) al costat de Nicole Kidman o L'última seducció en la qual compartia cartell amb Linda Fiorentino i que és, fins avui, la pel·lícula millor valorada de tota la seva trajectòria.
El seu salt a la fama es va produir els dos anys següents amb títols de gran èxit com la comèdia romàntica While You Were Sleeping (1995) en la qual compartia protagonisme amb l'actriu Sandra Bullock, recaptant 182 milions de dòlars en tot el planeta i aconseguint el suport de la premsa especialitzada; la comèdia Casper (1995) amb Christina Ricci i produïda per Steven Spielberg, recaptant 287 milions de dòlars en les taquilles; i la superproducció Independence Day (1996) en la qual apareixia al costat de Will Smith i que va dirigir Roland Emmerich i que va sumar 817 milions de dòlars en les taquilles de tot el món, convertint-se en un dels majors èxits de taquilla de la història del cinema.
Després d'aquests tres èxits consecutius, Pullman va intervenir en produccions independents i telefilms amb escassa repercussió. Va tornar al cinema amb The Guilty (2000) al costat de Devon Sawa, encara que finalment no va ser estrenada a les sales comercials de nombrosos països. Aquest mateix any va prestar la seva veu a la producció animada Titan A.E. (2000). Més tard arribarien Igby Goes Down (2002) en la qual compartia protagonisme amb Susan Sarandon o Jeff Goldblum i que va rebre el suport de la crítica; el taquiller remake estatunidenc de la pel·lícula Dj.-on: The Grudge (2003) titulat The Grudge (2004) en la qual interpretava al pare de Sarah Michelle Gellar i un cameo en Scary Movie 4 (2006), que va sumar 178 milions de dòlars.
Malgrat alguns alts i baixos, Pullman té pendents d'estrena els thrillers The Killer Inside Em (2010) protagonitzada per Jessica Alba i Kate Hudson i Peacock (2010) en la qual apareix al costat de Josh Lucas i Susan Sarandon, a més de la comèdia Rio Sex Comedy (2010) amb Charlotte Rampling i Matt Dillon.
Quant a la seva carrera teatral, ha trepitjat els escenaris de Broadway en tres ocasions, amb les obres The Goat or Who is Sylvia? (2002), d'Edward Albee, Oleanna (2009) i The Other Place (2013).

## Filmografia

### Cinema
| Any  | Títol                                                          | Personatge                             | Notes         |
| ---- | -------------------------------------------------------------- | -------------------------------------- | ------------- |
| 1986 | Ruthless People (Per favor, mateu la meva dona)                | Earl Mott                              |               |
| 1987 | Spaceballs (La loca historia de les galaxies)                  | Lone Starr                             |               |
| 1988 | The Serpent and the Rainbow (La serpent i l'arc de Sant Martí) | Dennis Alan                            |               |
| 1988 | Rocket Gibraltar                                               | Crow Black                             |               |
| 1988 | The Accidental Tourist (El turista accidental)                 | Julian Edge                            |               |
| 1989 | Cold Feet                                                      | Buck Latham                            |               |
| 1990 | Brain Dead                                                     | Dr. Rex Martin                         |               |
| 1990 | Sibling Rivalry (Hi ha un mort al meu llit)                    | Nicholas Meany                         |               |
| 1990 | Bright Angel                                                   | Bob                                    |               |
| 1991 | Liebestraum (Passions prohibides)                              | Paul Kessler                           |               |
| 1991 | Going Under                                                    | Biff Banner                            |               |
| 1992 | Nervous Ticks                                                  | York Daley                             |               |
| 1992 | Newsies (La colla)                                             | Bryan Denton                           |               |
| 1992 | A League of Their Own (Un equip molt especial)                 | Bob Hinson                             |               |
| 1992 | Singles (Solters)                                              | Dr. Jamison                            |               |
| 1993 | Sommersby                                                      | Orin Meecham                           |               |
| 1993 | Sleepless in Seattle (Alguna cosa per a recordar)              | Walter Jackson                         |               |
| 1993 | Homeward Bound: The Incredible Journey                         | Padre de Molly                         |               |
| 1993 | Malice                                                         | Andy Safian                            |               |
| 1993 | Mr. Jones                                                      | Capataz en sitio de construcción       | No acreditado |
| 1994 | The Favor (El favor)                                           | Peter Whiting                          |               |
| 1994 | Wyatt Earp                                                     | Ed Masterson                           |               |
| 1994 | The Last Seduction (L'última seducció)                         | Clay Gregory                           |               |
| 1995 | While You Were Sleeping (Mentre dormies)                       | Jack Callaghan                         |               |
| 1995 | Casper                                                         | Dr. James Harvey                       |               |
| 1996 | Mr. Wrong                                                      | Whitman Crawford                       |               |
| 1996 | Independence Day                                               | Presidente Thomas J. Whitmore          |               |
| 1997 | Lost Highway (Carretera perduda)                               | Fred Madison                           |               |
| 1997 | The End of Violence                                            | Mike Max                               |               |
| 1998 | Zero Effect                                                    | Daryl Zero                             |               |
| 1999 | Lake Placid (Mandíbules)                                       | Jack Wells                             |               |
| 1999 | Brokedown Palace (Somnis trencats)                             | "Yankee" Hank Green                    |               |
| 1999 | Spy Games                                                      | Harry Howe / Ernie Halliday            |               |
| 2000 | The Guilty                                                     | Callum Crane                           |               |
| 2000 | Titan A.E.                                                     | Capitán Joseph Korso                   | Voz           |
| 2000 | Lucky Numbers                                                  | Det. Pat Lakewood                      |               |
| 2000 | A Man Is Mostly Water                                          | Fascista estacionado                   |               |
| 2001 | Ignition                                                       | Conor Gallagher                        |               |
| 2002 | 29 Palms                                                       | El empleado de boletería               |               |
| 2002 | Igby Goes Down                                                 | Jason Slocumb                          |               |
| 2003 | Rick                                                           | Rick O'Lette                           |               |
| 2004 | The Grudge (La Maldició)                                       | Peter Kirk                             |               |
| 2005 | Dear Wendy (Estimada Wendy)                                    | Oficial Krugsby                        |               |
| 2006 | Scary Movie 4                                                  | Henry Hale                             |               |
| 2006 | Alien Autopsy                                                  | Morgan Banner                          |               |
| 2007 | Nobel Son                                                      | Max Mariner                            |               |
| 2007 | You Kill Me                                                    | Dave                                   |               |
| 2008 | Surveillance                                                   | Sam Hallaway                           |               |
| 2008 | Bottle Shock                                                   | Jim Barrett                            |               |
| 2008 | Phoebe in Wonderland                                           | Peter Lichten                          |               |
| 2008 | Your Name Here                                                 | William J. Frick                       |               |
| 2010 | Peacock                                                        | Edmund French                          |               |
| 2010 | The Killer Inside Me                                           | Billy Bob Walker                       |               |
| 2010 | Rio Sex Comedy                                                 | William                                |               |
| 2011 | Bringing Up Bobby                                              | Kent                                   |               |
| 2012 | Lola Versus                                                    | Lenny                                  |               |
| 2013 | The Unbelievers                                                | Él mismo                               |               |
| 2014 | Red Sky                                                        | Capitán John Webster                   |               |
| 2014 | Cymbeline                                                      | Sicilius Leonatus                      |               |
| 2014 | The Equalizer                                                  | Brian Plummer                          |               |
| 2015 | American Ultra                                                 | Raymond Krueger                        |               |
| 2016 | Independence Day: Resurgence                                   | Anterior Presidente Thomas J. Whitmore |               |
| 2016 | LBJ                                                            | Senador Ralph Yarborough               |               |
| 2016 | Brother Nature                                                 | Jerry Turley                           |               |
| 2017 | Walking Out                                                    | Clyde                                  |               |
| 2017 | The Ballad of Lefty Brown                                      | Lefty Brown                            |               |
| 2017 | Trouble                                                        | Ben                                    |               |
| 2017 | Battle of the Sexes                                            | Jack Kramer                            |               |
| 2018 | The Equalizer 2                                                | Brian Plummer                          |               |
| 2019 | The Coldest Game                                               | Joshua Mansky                          |               |
| 2019 | Dark Waters                                                    | Harry Dietzler                         |               |
| 2020 | The High Note                                                  | Max                                    |               |

- Aracnofobia (1990)
- History Is Made at Night (1999)
- Presumpte homicida (2000)
- Kerosene Cowboys (2010)
- Vice (2018)

## Televisió
| Any          | Títol                               | Personatge               | Notes                                               |
| ------------ | ----------------------------------- | ------------------------ | --------------------------------------------------- |
| 1986         | Cagney &amp; Lacey                  | Dr. Giordano             | Episodi: "A Safe Place"                             |
| 1989         | Home Fires Burning                  | Henry Tibbets            | Pel·lícula de televisió                             |
| 1990         | The Tracey Ullman Xou               | Sheldon Moss             | Episodi: "The Word"                                 |
| 1992         | Crazy in Love                       | Nick Symonds             | Pel·lícula de televisió                             |
| 1995         | Fallin Angels                       | Rich Thurber             | Episodi: "Tomorrow I Die"                           |
| 1996         | Mistrial                            | Steve Donohue            | Pel·lícula de televisió                             |
| 1997         | Merry Christmas, George Bailey      | George Bailey            | Pel·lícula de televisió                             |
| 2000         | The Virginian                       | The Virginian            | Pel·lícula de televisió. També director i productor |
| 2001         | Night Visions                       | Major Ben Darnell        | Episodi: "A View Through the Window"                |
| 2004         | Tiger Cruise                        | Comandant Dolan          | Pel·lícula de televisió                             |
| 2005         | Revelations                         | Richard Massey           | 6 episodis                                          |
| 2008         | Law and Order: Special Victims Unit | Kurt Moss                | Episodi: "Closet"                                   |
| 2010         | Nathan vs. Nature                   | Arthur                   | Pel·lícula de televisió                             |
| 2011         | Too Big to Fail                     | Jamie Dimon              | Pel·lícula de televisió                             |
| 2011         | Innocent                            | Rusty Sabich             | Pel·lícula de televisió                             |
| 2011         | Torchwood: Miracle Day              | Oswald Danes             | 8 episodis                                          |
| 2012–2013    | 1600 Penn                           | President Dale Gilchrist | 13 episodis                                         |
| 2017–present | The Sinner                          | Detectiu Harry Ambrose   | Personatge principal. 24 episodis                   |
| 2021         | Halston                             | David J. Mahoney         | 3 episodis                                          |

- 1995 - Perfect Crimes

## Teatre
| Any  | Títol                       | Personatge | Lloc                         |
| ---- | --------------------------- | ---------- | ---------------------------- |
| 2002 | The Goat, or Who Is Sylvia? | Martin     | John Golden Theatre          |
| 2009 | Oleanna                     | John       | John Golden Theatre          |
| 2012 | The Other Place             | Ian        | Samuel J. Friedman Theatre   |
| 2015 | The Jacksonian              | Fred Weber | Theatre Three at Theatre Row |
| 2019 | All My Sons                 | Joe Keller | Old Vic Theatre              |

## Premis i nominacions
| Any  | Atorga                                    | Premi                                                                                     | Treball                      | Resultat   |
| ---- | ----------------------------------------- | ----------------------------------------------------------------------------------------- | ---------------------------- | ---------- |
| 1997 | Online Film & Television Association      | Millor Actor de Ciència-ficció / Fantasia / Horror                                        | Independence Day             | Nominat    |
| 2001 | Western Heritage Awards                   | Llargmetratge de televisió                                                                | The Virginian                | Va guanyar |
| 2008 | Cinema Hortes International Film Festival | Premi Especial del Jurat                                                                  | Your Name Here               | Va guanyar |
| 2008 | Denver International Film Festival        | Premi John Cassavetes                                                                     | Ell mateix                   | Va guanyar |
| 2008 | RiverRun International Film Festival      | Any del Cinema                                                                            | Ell mateix                   | Va guanyar |
| 2012 | Saturn Awards                             | Millor Actor de suport en Televisió                                                       | Torchwood: Miracle Day       | Nominat    |
| 2016 | CinemaCon Award                           | Conjunt de l'Univers                                                                      | Independence Day: Resurgence | Va guanyar |
| 2016 | Locarno International Film Festival       | Premi a l'Excel·lència                                                                    | Ell mateix                   | Va guanyar |
| 2017 | Woodstock Film Festival                   | Excel·lència en Premi d'Actuació                                                          | Ell mateix                   | Va guanyar |
| 2018 | Critics' Choice Television Awards         | Millor Actor en una Pel·lícula / Minisèrie                                                | The Sinner                   | Nominat    |
| 2019 | Screen Actors Guild Awards                | Destacat acompliment per un Actor masculí en una Pel·lícula de Televisió o Sèrie Limitada | The Sinner                   | Nominat    |
| 2019 | Saturn Awards                             | Millor Actor en Televisió                                                                 | The Sinner                   | Nominat    |